# André Baudry
André Baudry (31. kolovoza 1922. – 1. veljače 2018.) bio je francuski književnik, osnivač homofilske kritike Arcadie.
Bivši sjemeništarac i profesor filozofije, Baudry se zainteresirao za raspravu o seksualnosti nakon objavljivanja Kinseyjevih izvještaja 1948., Deuxième Sexe (fr. Drugi spol) Simone de Beauvoir 1952. i teološke teze iste godine pod nazivom Vie Chrétienne et problèmes de la seksualitet Marca Oraisona. Ova je teza, koja je jasno artikulirala stav Katoličke crkve da zauzme sveobuhvatniji stav prema homoseksualnosti, stavljena na crnu listu.
Arcadie je kreirao André Baudry uz podršku Rogera Peyrefittea i Jeana Cocteaua. Odmah je zabranjena za prodaju maloljetnicima i cenzurirana. André Baudry bio je kazneno gonjen 1955. godine zbog "napada na dobri moral", osuđen i kažnjen s 400.000 franaka. Pregled je naglasio homoseksualnost kao oblik svijesti i samo-identiteta za razliku od seksualnosti per se. Baudry je nastojao oblikovati popularnu sliku homoseksualaca kao konvencionalnih članova društva s konvencionalnim željama. Godine 1960., u vrijeme proglašenja Mirguetovog amandmana koji je homoseksualnost smatrao izvorom svih društvenih nevolja, Baudry je iz časopisa Arcadie uklonio klasificirane oglase i fotografije iz straha da će biti ugašeni. Tijekom godina objavljivanja, Arcadie je bila najutjecajnija homofilska publikacija u frankofonskoj Europi.
Broj pretplatnika kretao se između 1300 i 10.000. Te su pretplate omogućile stvaranje kluba Arcadie.
Godine 1975. André Baudry je pozvan da svjedoči na televiziji o časopisu les Dossiers de l'écran. Udrugu Arcadie preimenovao je u "Mouvement homophile de France" (Homofilski pokret Francuske). Godine 1979. sazvao je veliki kongres poznatih intelektualaca poput Michela Foucaulta, Roberta Merlea i Paula Veynea.

## Daljnje čitanje
Arhivski izvori
Arcadie Records, 1956-1979 (0,2 kubika) nalaze se u Odjelu za rijetke i rukopisne zbirke Sveučilišne knjižnice Cornell.